# آغازی‌نوک‌ها
آغازی‌نوک‌ها (نام علمی: Rhynchotus) نام یک سرده از زیرخانواده وشم‌های بیابانی است.